# Jochen Hallof
Jochen Hallof (* 1957) ist ein deutscher Ägyptologe, Sudanarchäologe und Meroitist.

## Leben
Jochen Hallof studierte an der Humboldt-Universität zu Berlin bei Fritz Hintze, Steffen Wenig und Karl-Heinz Priese Sudanarchäologie und Meroitistik und wurde 1986 mit einer Dissertation über die meroitische Tempelanlage von Musawwarat es Sufra promoviert. Fritz Hintze und Karl-Heinz Priese zählten seinerzeit zu den weltweit führenden Meroitisten. Nach der Wende begab sich Hallof nach Paris, wo er seine Arbeit am Institut français d’archéologie orientale fortsetzte, welches damals von Nicolas Grimal geleitet wurde. An der Seite von Sylvie Cauville engagierte er sich für die Erstellung einer ägyptischen Hieroglyphen-Liste der griechisch-römischen Zeit. Gemeinsam mit Nicolas Grimal, Dirk van der Plas und Hans van den Berg wertete Hallof auf der Basis der von Franc̣ois Daumas erstellten Montpellier-Liste das von Erich Winter und Sylvie Cauville gesammelte, hieroglyphenschriftliche Material aus und fügte dieses zu einer völlig neuen, sehr umfassenden Zeichen-Liste der griechisch-römischen Zeit zusammen, welche in Fachkreisen großen Anklang fand. Endlich lag eine für die griechisch-römische Zeit bis dahin ausstehende Hieroglyphen-Liste vor. Das Ausmaß der von Hallof und Grimal in die Auswertung einbezogenen Inschriften lässt sich aus den von Sylvie Cauville veröffentlichten Beiträgen über ihre Arbeiten am Tempel von Dendera ablesen.
Im Zuge dieser Aufnahme bearbeitete Hallof zudem auch den Nachlass des Ägyptologen Serge Sauneron. Nicolas Grimal hatte ihm als Direktor des Institut français d’archéologie orientale gestattet, die durch Sauneron im Tempel von Esna aufgenommenen Inschriften Nr. 547 bis 646, welche bis dahin unveröffentlicht geblieben waren, zu edieren. Dank zweier wissenschaftlicher Missionen gelang es Hallof zunächst, dieses noch unbearbeitete Manuskript, welches die Fortsetzung der Inschriften der römischen Kaiser enthielt, anhand von detaillierten Fotos aus den IFAO-Archiven zu edieren. Bei dieser Gelegenheit bezog er auch die wissenschaftlich wertvollen Zeichnungen von Laila Ménassa ein, welche unter der Leitung von Sauneron sowohl die Inschriften entlang der Architrave als auch auf den Außenwänden des Tempels von Esna durchgängig aufgenommen hatte. Dann aber hinderten ihn berufliche Aufgaben daran, sich dieser Publikationsarbeit weiterhin mit jener nötigen Sorgfalt zu widmen, welche sie verdiente. Es sollte ein Jahrzehnt vergehen, bis es Hallof gelang, diesen ausstehenden Band zu den Inschriften des Tempels von Esna schließlich doch noch zu veröffentlichen.
Ab 1999 forschte Hallof an der Julius-Maximilians-Universität Würzburg am Lehrstuhl für Ägyptologie unter Horst Beinlich mit Schwerpunkt Meroitische Inschriften. Gemeinsam erstellten Beinlich und Hallof zunächst eine Datenbank mit Ritualszenen aus oberägyptischen Tempeln. Dann fassten sie eine Bearbeitung der vor Ort befindlichen, zunächst etwa 700 meroitischen Inschriften aus Qasr Ibrim ins Auge und unternahmen eine Forschungsreise nach Assuan, wo sie unter anderem das Nubische Museum besuchten. Im Zuge dieser Reise konnte mit Pamela Rose, der langjährigen Ausgrabungsleiterin in Qasr Ibrim von der Universität Cambridge, vereinbart werden, dass die Universität Würzburg alle Fotodokumente zu den damals bereits seit über 50 Jahren laufenden Ausgrabungen in Qasr Ibrim digitalisieren dürfe. Verfügte die Wissenschaft bis zum Jahr 2000 über etwa 1.000 zumeist funeräre meroitische Texte, so konnte ihre Zahl in den darauf folgenden 15 Jahren deutlich vermehrt werden, denn im Rahmen der UNESCO-Kampagne zur Rettung der nubischen Altertümer wurden bei Grabungen in Qasr Ibrim sowie am Berg Gebel Adda und im Batn el Hagar zahlreiche umfangreiche Textsammlungen geborgen. Dadurch erweiterte sich der Wortbestand des Meroitischen ganz enorm. Diese maßgeblich auch durch Beinlich und Hallof erschlossene Quellenlage schuf die Voraussetzung dafür, dass Hallof aus dem nunmehr vorliegenden Reichtum dieser Schriftsprache ein sieben Bände umfassendes Wörterbuch erstellen konnte. Das aus der Erschließung der meroitischen Inschriften hervorgegangene Analytische Wörterbuch des Meroitischen umfasst rund 23.000 Einträge und bezieht sich auf jene durch Worttrenner definierten Wörter, welche im Zuge der Forschung aus ca. 2.300 Texten gewonnen werden konnten. Mit dieser umfassenden grammatischen Textanalyse legte Hallof im Jahr 2022 ein Corpus vor, welches vermutlich die entscheidende Grundlage für das sich nunmehr abzeichnende, vollständige Verständnis der meroitischen Sprache bilden wird. Damit ist der Ägyptologe Hallof einer der weltweit führenden Meroitisten seiner Zeit.

## Veröffentlichungen (Auswahl)
- Die Baustufen I bis IV der Großen Anlage von Musawwarat es Sufra (= Beiträge zur Ägyptologie und Sudanarchäologie. Band 8). GHP, London 2006, ISBN 0-9550256-7-2 (Dissertation; Digitalisat).